# 大鱗黃魮
大鱗黃魮（学名：Labeobarbus marequensis）为輻鰭魚綱鯉形目鲤科的其中一種，分布於非洲三比西河中下游至澎哥洛河流域，體長可達47公分，棲息在流動的水域，屬雜食性，以藻類、甲殼類、貝類及昆蟲等為食，可做為遊釣魚類。